# Wikiloc
Wikiloc es una mashup (aplicación web híbrida) donde se pueden almacenar y compartir rutas al aire libre georreferenciadas (especialmente con GPS) y puntos de interés (waypoints) de todo el mundo. Las rutas pertenecen a distintas categorías según el desplazamiento, destacando senderismo, ciclismo y multitud de actividades más. Wikiloc se ofrece en 25 idiomas. Las rutas se muestran sobre mapas de Apple OpenStreetMap y otros cartográficos, tanto en línea como descargados. El servicio tiene aplicaciones móviles para iPhone y Android.

## Historia
Wikiloc fue creado en 2006 por el español Jordi Ramot. Ese mismo año Google Maps España premió a Wikiloc por el mejor mashup. En 2008 logra un acuerdo con Google para mostrar las rutas como una capa por defecto en Google Earth, si bien en 2019 dejó de hacerlo por no haber renovado el acuerdo. En 2009 es ganador del Desafío de Geoturismo de National Geographic y Ashoka Changemakers. En 2011 crea la aplicación para teléfonos iPhone y en 2012 para Android. En 2013 es premiado por la Sociedad Geográfica Española. También es designado Ganador del Concurso del Día de Internet, categoría de deportes. Además de ser Top App en las compras en iTunes, en la categoría de navegación en España. En 2015 se añade la posibilidad de descargar mapas topográficos offline para la aplicación. En 2017 lanza una importante versión de la aplicación con características mejoradas y un diseño completamente nuevo. En 2018 resulta ganador de la aplicación Best Fitness de Garmin CIQ Awards, además de ser elegida como la aplicación del día en la tienda de Apple, repitiendo esta elección en 2019. A fecha de agosto de 2025, Wikiloc lo componen casi 19 millones de miembros, que comparten 68 millones de rutas y 123 millones de fotografías y vídeos.